# Il Roccolo
Il Roccolo è un poemetto ditirambico pubblicato nel 1754 a Venezia, a firma di Aureliano Acanti.
È uno dei libri più importanti nell'ambito della storia dei vini italiani e probabilmente il più importante per i vini veneti.
Aureliano Acanti è lo pseudonimo anagrammatico di Valeriano Canati (Vicenza 1706-1787), sacerdote dell'ordine dei Teatini e letterato e poeta arcade, membro dell'Accademia Olimpica.

## Trama
Dedicato al conte Gelio Ghellini in occasione del matrimonio della figlia Elena con il conte Simandio Chiericati, e pubblicato nel 1754 ma concepito e abbozzato presso la villa del conte negli anni giovanili dell'autore, è sempre stato apprezzato non solo dai letterati per la sua valenza poetica, ma anche dagli enologi per l'importante apporto fornito allo studio della vitivinicoltura che nel secolo successivo avrebbe avuto notevole sviluppo a livello italiano ed europeo.
Nei suoi circa 1700 versi è un inno agli oltre trenta vini prodotti nel vicentino dei quali vengono esaltati i sapori, descritte le suggestive zone di produzione, prevalentemente collinari, e ricordati gli appassionati proprietari delle tenute ove, oltre a coltivare i vari vitigni, nei punti più panoramici si sono costruiti le loro splendide residenze.
Benemerito fautore di questo “vasto giardino” è Bacco che nel suo lungo peregrinare, dopo aver fatto rifiorire Firenze e la Toscana, come aveva cantato Francesco Redi nel suo Bacco in Toscana, trova definitivo e gratificante riposo nel territorio vicentino (secondo l'autore il nome del fiume Bacchiglione significherebbe appunto Figlio di Bacco), appagato dall'amore della ninfa Calidonia e dalla bellezza del paesaggio.

## Curiosità

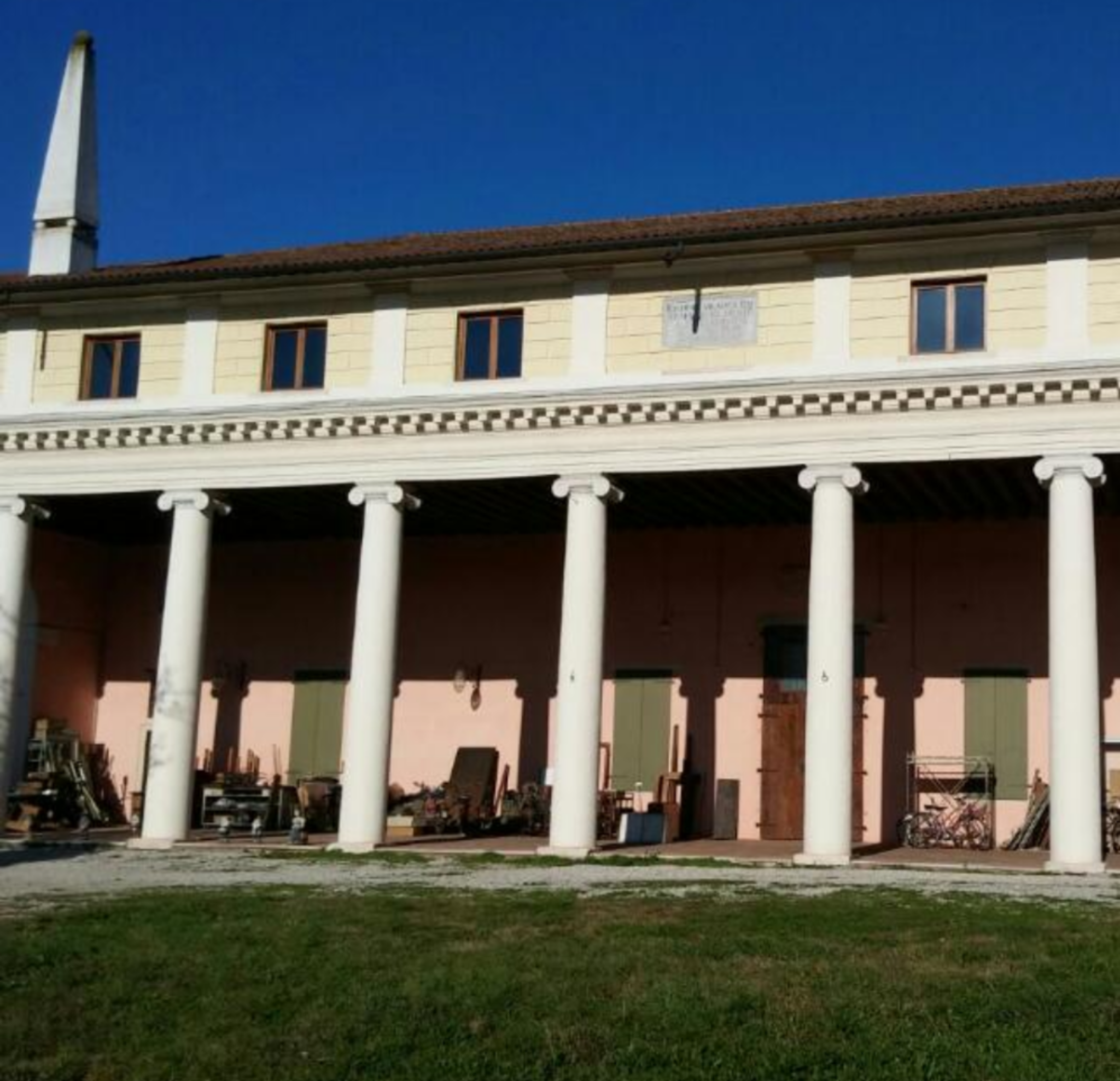
Villa Ghellini

In questo libro troviamo la prima traccia documentale relativa al vino Prosecco.
Il testo è anche citato nella pagina sulla storia del Prosecco del Consorzio di Tutela del Prosecco.
Principale ambientazione del poemetto è la Villa Ghellini a Novoledo di Villaverla, in provincia di Vicenza, dove i conti Ghellini avevano appunto un roccolo, ovvero un giardino di caccia per l'uccellagione, di cui purtroppo non rimane traccia. La villa è stata oggetto negli ultimi anni di una notevole opera di restauro da parte dei proprietari, che ha recuperato anche dei preziosi affreschi nel salone principale rappresentanti delle scene di caccia.

## Edizioni
- Edizione originale: Il Roccolo. Ditirambo di Aureliano Acanti Acc. Olimpico Vicentino, in Venezia, 1754, nella stamperia Pezzana
- Prima ristampa anastatica: Accademia italiana della cucina, Milano, 1971
- Seconda ristampa anastatica: Provincia di Vicenza, Vicenza, 2003
- Terza ristampa anastatica: in La modernità del pensiero vitivinicolo di Aureliano Acanti nel Roccolo ditirambo (1754) di Antonio Calò e Angelo Costacurta, Biblioteca La Vigna, Vicenza, 2011